# Odontomyia magnifica
Odontomyia magnifica är en tvåvingeart som beskrevs av Lachaise och Lindner 1973. Odontomyia magnifica ingår i släktet Odontomyia och familjen vapenflugor.
Artens utbredningsområde är Elfenbenskusten. Inga underarter finns listade i Catalogue of Life.